# Krzemieniewo (województwo pomorskie)
Krzemieniewo (niem. Krummensee) – wieś w Polsce, położona w województwie pomorskim, w powiecie człuchowskim, w gminie Czarne.
W latach 1975–1998 wieś administracyjnie należała do województwa słupskiego. We wsi znajduje się XIX-wieczny pałac, będący w stanie ruiny. 
| SIMC    | Nazwa          | Rodzaj     |
| ------- | -------------- | ---------- |
| 0742546 | Lędyczek Drugi | przysiółek |

## Zabytki
Według rejestru zabytków NID na listę zabytków wpisany jest szachulcowy kościół parafialny pw. Chrystusa Króla, 1629, XVIII w., nr rej.: A-172 z 21.02.1959.

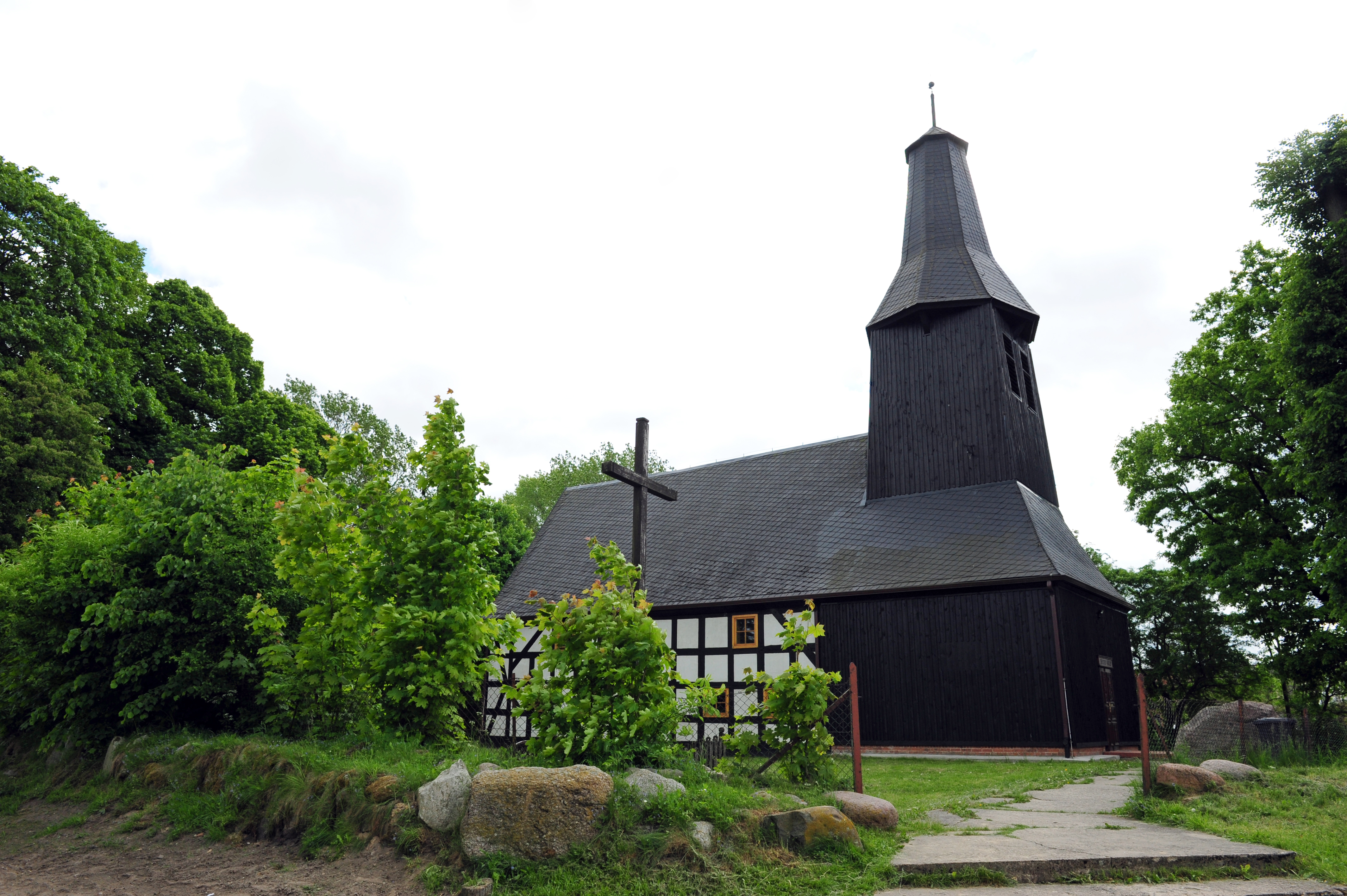
Kościół w Krzemieniewie